# Flickan i en Cole Porter-sång
Flickan i en Cole Porter-sång, skriven av Per Gessle, är en låt av den svenska popgruppen Gyllene Tider, och släpptes på albumet Puls. Låten släpptes även på singel den 7 december 1982. Låten spelades in med Kjell Öhman på dragspel. Den blev Gyllene Tiders första hitlåt i Danmark.
Låttiteln kommer från en replik ur filmen Save the Tiger (1973), där Jack Lemmons karaktär Harry Stoner säger: "I want that girl in a Cole Porter song".

## Låtlista
1. "Flickan i en Cole Porter-sång" - 3:48
2. "I Go to Pieces" - 2:40

## Engelska
"Flickan i en Cole Porter-sång" spelades också in med text på engelska, som "That Girl in a Cole Porter song".